# Луданов, Илья Игоревич
Илья́ И́горевич Луда́нов (6 января 1985, Узловая, Тульская область) — российский прозаик, журналист. Работает редактором новостей телеканала ОТР. Преподаватель Высшей школы экономики.

## Биография
Родился 6 января 1985 года в тульском райцентре Узловая в семье морского офицера и учительницы. Учился в узловской школе № 18.
В 2006 году окончил Новомосковский институт РХТУ (факультет экономики и управления).
С 2010 по 2016 год учился в Литературном институте имени А. М. Горького на семинаре прозы Сергея Толкачёва. Постоянный участник семинара Павла Басинского. Неоднократный лауреат и финалист различных литературных премий. Проза Луданова переведена на белорусский, итальянский и китайский языки.
Работал журналистом телеканалов «Каскад» (Узловая), «Подмосковье» и «Культура», корреспондентом ТАСС, сотрудником пресс-службы губернатора Московской области, ведущим специалистом по связи с общественностью Галереи классической фотографии.
Организатор встреч в центральной библиотеке города Узловая со столичными писателями, такими как Валерий Залотуха, Павел Басинский, Леонид Юзефович.
Живёт в Москве. Жена — Юлия Берлетова, журналист ОТР. Сын Лев (род. 2015).

## Открытое письмо Владимиру Груздеву
Широкий общественный резонанс в 2012 году вызвало открытое письмо Ильи Луданова губернатору Тульской области Владимиру Груздеву, в котором, в частности, затрагивались проблемы коррупции и массовой трудовой миграции из провинции в Москву. Текст документа, опубликованный тульской газетой «Молодой коммунар», заметно отличался от авторского, среди прочего из него было изъято утверждение Луданова о покупке депутатских голосов за 150 тысяч рублей на выборах главы города Узловая.

## Критика
Прозаик и литературный критик Олег Чувакин указывает на путаность изложения и многочисленные орфографические, грамматические, стилистические и пунктуационные ошибки в текстах Луданова.

## Премии
- 2008 — Серебряный лауреат Национальной литературной премии «Золотое перо Руси»[7]
- 2010 — Финалист премии «Дебют» в номинации «Малая проза»[8]
- 2010 — Лауреат Всероссийской литературной премии «Левша» им. Н. С. Лескова[9]
- 2011 — Победитель номинации «Дебют» II Славянского литературного форума «Золотой Витязь»[10]
- 2012 — Лонг-лист премии «Дебют» в номинации «Малая проза»[11]
- 2013 — Финалист российско-итальянской премии «Радуга»[12]
- 2013 — Лонг-лист премии «Дебют» в номинации «Малая проза»[13]
- 2013 — Лауреат III степени премии Пассека[14]
- 2014 — Финалист премии «Мост дружбы»[15]
- 2015 — Лонг-лист премии «Дебют» в номинации «Малая проза»[16]